# 四川黄栌
四川黄栌（学名：Cotinus szechuanensis）为漆树科黄栌属的植物，为中国的特有植物。分布在中国大陆的四川等地，生长于海拔800米至1,900米的地区，多生在山坡草地和杂木林中，目前尚未由人工引种栽培。
其种加词“szechuanensis”意为“四川的”。